# Трантер, Уилф
Уилфред Трантер (англ. Wilfred Tranter; 5 марта 1945 — 2 июля 2021), также известный как Уилф Трантер (англ. Wilf Tranter) — английский футболист и футбольный тренер.

## Клубная карьера
Уроженец Пендлбери, Ланкашир (ныне — часть Солфорда), Уилфред выступал за юношеские команды «Сент-Грегори» (Пендлбери), «Манчестер Скулбойз» и «Ланкашир Скулбойз». В сентябре 1961 года стал игроком молодёжной команды «Манчестер Юнайтед», а в апреле 1962 года подписал профессиональный контракт с «Манчестер Юнайтед». 7 марта 1964 года провёл свой первый и единственный матч в основном составе «Манчестер Юнайтед»: это была игра Первого дивизиона против «Вест Хэм Юнайтед» на стадионе «Болейн Граунд». В том матче основной центральный защитник клуба Билл Фоулкс не играл из-за травмы. Трантер уверенно сыграл в обороне, сдержав атакующие действия нападающего «молотобойцев» Джонни Берна, а «Манчестер Юнайтед» одержал победу в той игре со счётом 2:0. Больше в основном составе «Юнайтед» он не появлялся, и в мае 1966 года покинул клуб.
С 1966 по 1968 год выступал за «Брайтон энд Хоув Альбион», за который провёл 57 матчей и забил 1 гол.
С апреля по август 1968 года выступал за клуб Североамериканской футбольной лиги «Балтимор Бейс» (12 матчей, 2 гола).
В январе 1969 года перешёл в лондонский клуб «Фулхэм», за который выступал до 1972 года, сыграв в общей сложности 25 матчей. В 1972 году играл за клуб Североамериканской футбольной лиги «Сент-Луис Старз» (14 матчей), после чего вернулся в Англию и играл за любительский клуб «Дувр Таун».

## Тренерская карьера
После завершения карьеры игрока работал в тренерском штабе клуба «Суиндон Таун». Впоследствии был главным тренером клубов нижних дивизионов системы футбольных лиг Англии, включая «Уитни Таун», «Банбери Юнайтед» и «Хангерфорд Таун».

## Смерть
Умер 2 июня 2021 года.

## Статистика выступлений
| Клуб                     | Сезон            | Лига | Лига | Кубки | Кубки | Итого | Итого |
| Клуб                     | Сезон            | Игры | Голы | Игры  | Голы  | Игры  | Голы  |
| ------------------------ | ---------------- | ---- | ---- | ----- | ----- | ----- | ----- |
| Манчестер Юнайтед        | 1963/64          | 1    | 0    | 0     | 0     | 1     | 0     |
| Манчестер Юнайтед        | Итого            | 1    | 0    | 0     | 0     | 1     | 0     |
| Брайтон энд Хоув Альбион | 1965/66          | 3    | 0    | 0     | 0     | 3     | 0     |
| Брайтон энд Хоув Альбион | 1966/67          | 15   | 0    | 6     | 0     | 21    | 0     |
| Брайтон энд Хоув Альбион | 1967/68          | 29   | 1    | 4     | 0     | 33    | 1     |
| Брайтон энд Хоув Альбион | Итого            | 47   | 1    | 10    | 0     | 57    | 1     |
| Балтимор Бейс            | 1968             | 12   | 2    | 0     | 0     | 12    | 2     |
| Балтимор Бейс            | Итого            | 12   | 2    | 0     | 0     | 12    | 2     |
| Фулхэм                   | 1968/69          | 10   | 0    | 0     | 0     | 10    | 0     |
| Фулхэм                   | 1969/70          | 8    | 0    | 1     | 0     | 9     | 0     |
| Фулхэм                   | 1970/71          | 3    | 0    | 0     | 0     | 3     | 0     |
| Фулхэм                   | 1971/72          | 2    | 0    | 1     | 0     | 3     | 0     |
| Фулхэм                   | Итого            | 23   | 0    | 2     | 0     | 25    | 0     |
| Сент-Луис Старз          | 1972             | 14   | 0    | 0     | 0     | 14    | 0     |
| Сент-Луис Старз          | Итого            | 14   | 0    | 0     | 0     | 14    | 0     |
| Всего за карьеру         | Всего за карьеру | 97   | 3    | 12    | 0     | 109   | 3     |